# Evangelische Kirche von Luxemburg
Die Evangelische Kirche von Luxemburg (luxemburgisch Protestantesch Kierch vu Lëtzebuerg, französisch Église Protestante du Grand-Duché de Luxembourg) ist die älteste und größte im Großherzogtum Luxemburg ansässige evangelische Kirche. Aus der preußisch-niederländischen Militärgarnison entstanden, wurde die vormalige Militärgemeinde unter Großherzog Adolph die Evangelische Landeskirche von Luxemburg und die Dreifaltigkeitskirche zugleich Hofkirche der evangelischen Monarchen. Der Bekenntnisstand dieser Landeskirche ist uniert. Die in Luxemburg offiziellen Sprachen (Luxemburgisch, Deutsch, Französisch) werden im kirchlichen Leben ebenso verwendet wie Niederländisch. Englisch ist im ökumenischen Miteinander mit den weiteren Auslandsgemeinden und Freikirchen von Bedeutung. Eine Besonderheit im kirchlichen Leben sind regelmäßige zweisprachige Gottesdienste und die internationalen Allianzgottesdienste, in denen fünf bis sechs Sprachen verwendet werden.

## Geschichte
Bis zur Französischen Revolution war eine Niederlassung von Protestanten und Juden im Großherzogtum nur in sehr eingeschränktem Maße und nur in Luxemburg-Stadt möglich. Nachhaltigen Zuzug von Protestanten gab es erst nach 1815 unter der Herrschaft des protestantischen Wilhelm I. von Oranien-Nassau aus dem niederländischen Haus Oranien-Nassau und als Luxemburg zur Bundesfestung mit preußischer Garnison wurde. Der Evangelischen (Militär-)Gemeinde wurde 1817 die neben der Kathedrale unserer lieben Frau gelegene Dreifaltigkeitskirche als Garnisonskirche überlassen. Der evangelische Garnisonspfarrer (meist aus der Evangelischen Landeskirche Sachsen-Weimar) versorgte zugleich die kleine, seit 1842 bestehende Zivilgemeinde. Nach dem Abzug der Festungsbesatzung 1867 gründeten sich erste örtliche Kirchengemeinden. Erst mit Beginn der Industrialisierung, vor allem im Süden des Landes, in der Nähe zu Lothringen, kamen vermehrt Ausländer mit evangelischem Bekenntnis ins Land, was zu einem Aufschwung und weiteren Gemeindegründungen führte: In Dommeldange, Redange, Oberkorn, Esch, aber auch in Ettelbrück, Diekirch und Wiltz organisierte sich evangelisches Gemeindeleben. Im Jahr 1885 wurden im Großherzogtum 1100 Protestanten gezählt.:S. 36 Der evangelische Großherzog Adolph I., der bis 1866 summus episcopus der unierten Evangelischen Landeskirche in Nassau gewesen war, bewirkte die Errichtung einer unierten Luxemburger Konsistorialkirche. Mit der Veröffentlichung der Satzung des evangelischen Konsistoriums im Gesetzesblatt wurde die Kirche 1894 staatlich anerkannt und erhielt durch Parlamentsbeschluss eine juristische Rechtsfähigkeit.:S. 37
Das kirchliche Leben nahm bis zum Ersten Weltkrieg einen raschen Aufschwung, über 6000 Evangelische wurden im ganzen Land gezählt, in Esch/Alzette errichtete die Evangelische Kirche von Luxemburg unter großen finanziellen Anstrengungen mit Hilfe des Gustav-Adolf-Werkes eine eigene Kirche mit Gemeinderäumen und Pfarrwohnung. In der Zeit zwischen den Weltkriegen, die für die Kirche mit einem starken Mitgliederverlust durch Abwanderung verbunden war, und später unter der deutschen Besatzung wuchsen die Spannungen zwischen dem Konsistorium von Luxemburg-Stadt und der den Deutschen Christen nahestehenden Kirchengemeinde in Esch/Alzette. In der Folgezeit führte dies zu einer bewussten Distanzierung und späteren Abspaltung der Ev. Kirchengemeinde Esch/Alzette von der Evangelischen Kirche von Luxemburg. Die Bevölkerung von Luxemburg hatte unter der deutschen Besatzung sehr gelitten, und die Evangelische Kirche von Luxemburg war unter dem Eindruck einer spürbaren antideutschen Haltung in der Nachkriegszeit vor allem darum bemüht, nicht mit der deutschnationalen Haltung der Escher Kirchengemeinde und ihres damaligen Pfarrers Fuhr identifiziert zu werden.
Der aus dem Elsass kommende und im Land hoch angesehene Hofprediger Adolf Jacoby hatte als Kirchenpräsident der Evangelischen Landeskirche von Luxemburg eine klar ablehnende Haltung gegen die Annexion Luxemburgs durch Deutschland vertreten und bewahrte erfolgreich die Unabhängigkeit der Evangelischen Kirche von Luxemburg von der Deutschen Reichskirche bzw. der Rheinischen Kirchenprovinz. Trotzdem war man nach dem Krieg mit der Gleichung „Deutsch = Preußisch = Evangelisch = Nazi“ konfrontiert und man bemühte sich nun in der Kirchenleitung der Evangelischen Kirche von Luxemburg um ein klareres Profil als „Luxemburger“ Kirche und distanzierte sich dementsprechend stärker von der eigenen „preußischen“ und „deutschen“ Vergangenheit. In Esch/Alzette wurde unter dem Eindruck der zunehmenden Entfremdung von der Evangelischen Landeskirche und einer mehrfachen Diskontinuität in personeller, ideologischer, theologischer und finanzieller Hinsicht nach einer anderen, eigenen Identität gesucht und unter dem Stichwort „Reformiert“ eine neue, juristisch von der Landeskirche unabhängige Gemeindekirche geschaffen. Die Regierung des Großherzogtums Luxemburg sagte Anfang der 1980er Jahre die Übernahme der Gehälter der in Esch/Alzette ansässigen Protestantisch-Reformierten Kirche von Luxemburg H. B. zu und regelte die wechselseitigen Beziehungen in einem eigenen Vertragswerk. Aus der einst zur Evangelischen Kirche von Luxemburg gehörenden Kirchengemeinde hatte der Staat nun eine autonome zweite evangelische „Landeskirche“ geschaffen, welche in der Folge dieselben Mitglieder, Kirchenbücher und Immobilien für sich geltend machen sollte, womit der Grund für weitere Konflikte zwischen der Landeskirche und ihrer nun rechtlich selbstständigen Kirchengemeinde Esch/Alzette gelegt war.
Mit der zunehmenden Internationalisierung Luxemburgs als Standort von EU-Institutionen und Finanzdienstleistern entstanden in den 1960er und 1970er Jahren einige evangelische Auslandsgemeinden. Das Interesse der Evangelischen Kirche von Luxemburg an diesen neu entstandenen Gemeinden war vor dem geschilderten historischen Hintergrund eher gering, und so entfalteten diese Gemeinden zunächst unverbunden eigene Aktivitäten. Erst in den späten 1990er Jahren gründete man unter dem Einfluss der ökumenisch gesinnten Pfarrer Peutz und Imbert und interessierter Gemeindeglieder mit der Allianz eine Arbeitsgemeinschaft Evangelischer Kirchen und Gemeinden in Luxemburg. Zwei dieser Auslandsgemeinden sind mittlerweile Kirchengemeinden der Evangelischen Kirche von Luxemburg geworden und stellen einen wesentlichen Faktor für die zunehmende Dynamisierung und Internationalisierung der Evangelischen Kirche von Luxemburg dar. In dieser kleinen Mikrokirche wird die Leuenberger Konkordiengemeinschaft tagtäglich realisiert.

## Organisation
Die Evangelische Kirche von Luxemburg besteht aus drei Kirchengemeinden: Luxemburg-Stadt mit Annexen in Ettelbrück und Wiltz sowie die Paroisse Francophone und die Niederländische Kirchengemeinde. Die Kirchengemeinden werden von den zugehörigen Presbyterien (Kirchengemeinderäten) autonom verwaltet. Ein für jeweils sechs Jahre gewähltes Konsistorium leitet die Kirche als Ganzes und legt jährlich der Generalversammlung gegenüber Rechenschaft ab. Chef de culte (Kirchenpräsident) ist der jeweils von Konsistorium und Generalversammlung gewählte Titularpfarrer. Für die Kirche arbeitet hauptamtlich ein weiterer Pfarrer und eine Sekretärin, diese Personalstellen werden gemäß einer entsprechenden Vereinbarung mit dem Großherzogtum Luxemburg aus dem öffentlichen Haushalt finanziert.

## Ökumene und Mitgliedschaften
Die Evangelische Kirche von Luxemburg ist Mitglied in der Allianz der Protestantischen Kirchen von Luxemburg, eine Arbeitsgemeinschaft der evangelischen Kirchen(gemeinden) von Luxemburg, in der die einzelnen Kirchengemeinden der Evangelischen Kirche von Luxemburg: Luxemburg-Stadt, Paroisse Francophone, Niederländische Gemeinde, aber auch die Dänische, Isländische, Finnische Gemeinde, sowie die All Nations Church in Luxembourg Mitglied sind, um gemeinsam Gottesdienste in ökumenischer Gemeinschaft zu feiern, Öffentlichkeitsarbeit, Erwachsenenbildung, Jugendarbeit, soziale Arbeit und Mission zu betreiben. Die Allianz ist Gründungsmitglied des Rates christlicher Kirchen im Großherzogtum Luxemburg (1997), in welcher die röm.-katholische, protestantische, orthodoxe und anglikanische Kirche zusammenarbeiten. Sie ist außerdem Mitglied der Konferenz Europäischer Kirchen (KEK) und der Gemeinschaft Evangelischer Kirchen in Europa (GEKE, vormals Leuenberger Kirchengemeinschaft), dort in der Regionalgruppe der Konferenz der Kirchen am Rhein verortet.